# Warasdat Harojan
Warasdat Harojan (armenisch Վարազդատ Հարոյան; englisch Varazdat Haroyan; * 24. August 1992 in Jerewan) ist ein armenischer Fußballspieler.

## Karriere

### Verein
Harojan begann seine Karriere im Nachwuchs des FC Pjunik Jerewan und wurde von dort zwischenzeitlich an den Zweitligisten FC Patani Jerewan verliehen. Zur Saison 2009 rückte er in den Profikader Pjuniks, in jener Saison spielte er auch erstmals in der Bardsragujn chumb. Für den Hauptstadtklub kam er bis 2016 zu 163 Einsätzen in der höchsten armenischen Spielklasse, in denen er zehn Tore erzielte und insgesamt zehn nationale Titel gewann. Zur Saison 2016/17 wechselte er in den Iran zum Padideh Khorasan FC. Für Padideh kam er in jener Saison zu 25 Einsätzen in der Persian Gulf Pro League. Zur Saison 2017/18 wechselte der Abwehrspieler nach Russland zu Ural Jekaterinburg. In seiner ersten Spielzeit in Russland absolvierte er 20 Spiele in der Premjer-Liga. In der Saison 2018/19 kam er zu 16, 2019/20 zu 18 Einsätzen in der höchsten russischen Spielklasse.
Im Oktober 2020 schloss er sich dem Ligakonkurrenten FK Tambow an. In Tambow kam er bis zur Winterpause der Saison 2020/21 zu acht Einsätzen in der Premjer-Liga. Im Februar 2021 wechselte Harojan nach Kasachstan zum FK Astana. Doch schon fünf Monate später nahm ihn dann der spanische Erstligist FC Cádiz unter Vertrag. Im Juli 2022 wechselte er zum zyprischen Club Anorthosis Famagusta.

### Nationalmannschaft
Harojan spielte am 10. Oktober 2009 einmal für die armenische U-19-Auswahl in einem Testspiel gegen Österreich (1:5). Zwischen September 2010 und August 2014 kam er dann zu weiteren 14 Einsätzen in der U-21-Mannschaft. Im August 2011 debütierte er für die A-Nationalmannschaft, als er in einem Testspiel gegen Litauen (0:3) in der Startelf stand. In jenem Spiel wurde er allerdings in der 59. Minute mit einer roten Karte vom Platz gestellt. Als Ersatz für den verletzten Henrich Mchitarjan fungierte Harojan im September 2020 erstmals als Kapitän des Nationalteams.

## Erfolge
- Armenischer Meister: 2009, 2010, 2015
- Armenischer Pokalsieger: 2009, 2010, 2013, 2014, 2015
- Armenischer Superpokalsieger: 2009, 2011

## Auszeichnungen
- Armeniens Fußballer des Jahres: 2021